# Gheorghe Vasiliu-Voina
Gheorghe Vasiliu-Voina (n. 1887 – d. 1960) a fost un om politic român, care a îndeplinit funcția de primar al municipiului Iași în perioada 1934.